# Vila de Ala
Vila de Ala ist eine Gemeinde (Freguesia) im portugiesischen Kreis Mogadouro. In ihr leben 231 Einwohner (Stand 19. April 2021).